# La llista
La llista (títol original en anglès, Deception) és una pel·lícula de drama romàntic de 2008, dirigida per Marcel Langenegger, escrita per Mark Bomback, i protagonitzada per Ewan McGregor, Hugh Jackman i Michelle Williams. La pel·lícula es va doblar al català.

## Argument
Jonathan McQuarry treballa com a auditor a Nova York, una tasca que no li deixa gaire espai per a la diversió. Tanmateix, quan coneix l'advocat Wyatt Bose, la seva visió de la ciutat canvia radicalment. En companyia de Bose, descobreix un ambient elitista de joc i belles dones que té la seva màxima expressió a "La llista", un club de sexe on és fàcil obtenir una nit de plaer. Jonathan, fascinat per una noia estrangera anomenada "S", s'endinsarà sense voler en un món que desconeixia.

## Crítica
La pel·lícula va rebre ressenyes substancialment negatives de crítics. A partir del 27 d'abril del 2008, a Rotten Tomatoes només un 13% dels crítics donava una valoració positiva de la pel·lícula. Metacritic va informar que la pel·lícula tenia un valoració mitjana de 32 sobre 100.

## Al voltant de la pel·lícula

### Anecdotari
- Natasha Henstridge i Michelle Williams van interpretar un paper protagonista a la pel·lícula Species, espècie mortal del 1995.

## Repartiment
| Intèrpret          | Personatge                   | Veu en català         |
| ------------------ | ---------------------------- | --------------------- |
| Ewan McGregor      | Jonathan McQuarry            | Xavier Fernández      |
| Hugh Jackman       | Jamie Getz, àlies Wyatt Bose | Juan Antonio Bernal   |
| Michelle Williams  | S                            | Alicia Laorden        |
| Maggie Q           | Tina                         | Esther Solans         |
| Lisa Gay Hamilton  | detectiu J. Russo            | Cristina Mauri        |
| Natasha Henstridge | Simone Wilkinson             | Alba Solà             |
| Charlotte Rampling | Wall Street Belle            | Ana Maria Mauri       |
| Lynn Cohen         | propietari de l'apartament   | desconeguda           |
| Richard Short      | empleat de recepció          | desconeguda           |
| Bill Camp          | executiu de «Clancey»        | Jaume Costa           |
| Frank Girardeau    | Norbert Lewman               | Enric Isasi-Isasmendi |
| Paul Sparks        | detectiu Burke               | Toni Mora             |
| Margaret Colin     | srta. Pomerantz              | Ana Maria Camps       |
| Frank Deal         | oficial de policia           | Norbert Ibero         |
| Danny Burstein     | executiu de «Clute»          | Jordi Ribes           |
| Peter J. Fernandez | home de negocis              | Jaume Mallofré        |

## Taquilla
En la seva obertura en el cap de setmana, la pel·lícula va guanyar en total 2.3 milions de dòlars en 2001 sales dels [Estats Units] i del Canadà, fent una mitjana només de $1155 per cinema i classificant-se així en el número 10 de les pel·lícules més venudes. A partir del 19 de juny del 2008, la pel·lícula ha guanyat en total $4596495 als Estats Units i el Canadà; mentre guanya en total $4.948.835 en els altres països que se sumen a un total de 9.545.330 dòlars.